# Arvalbrüder

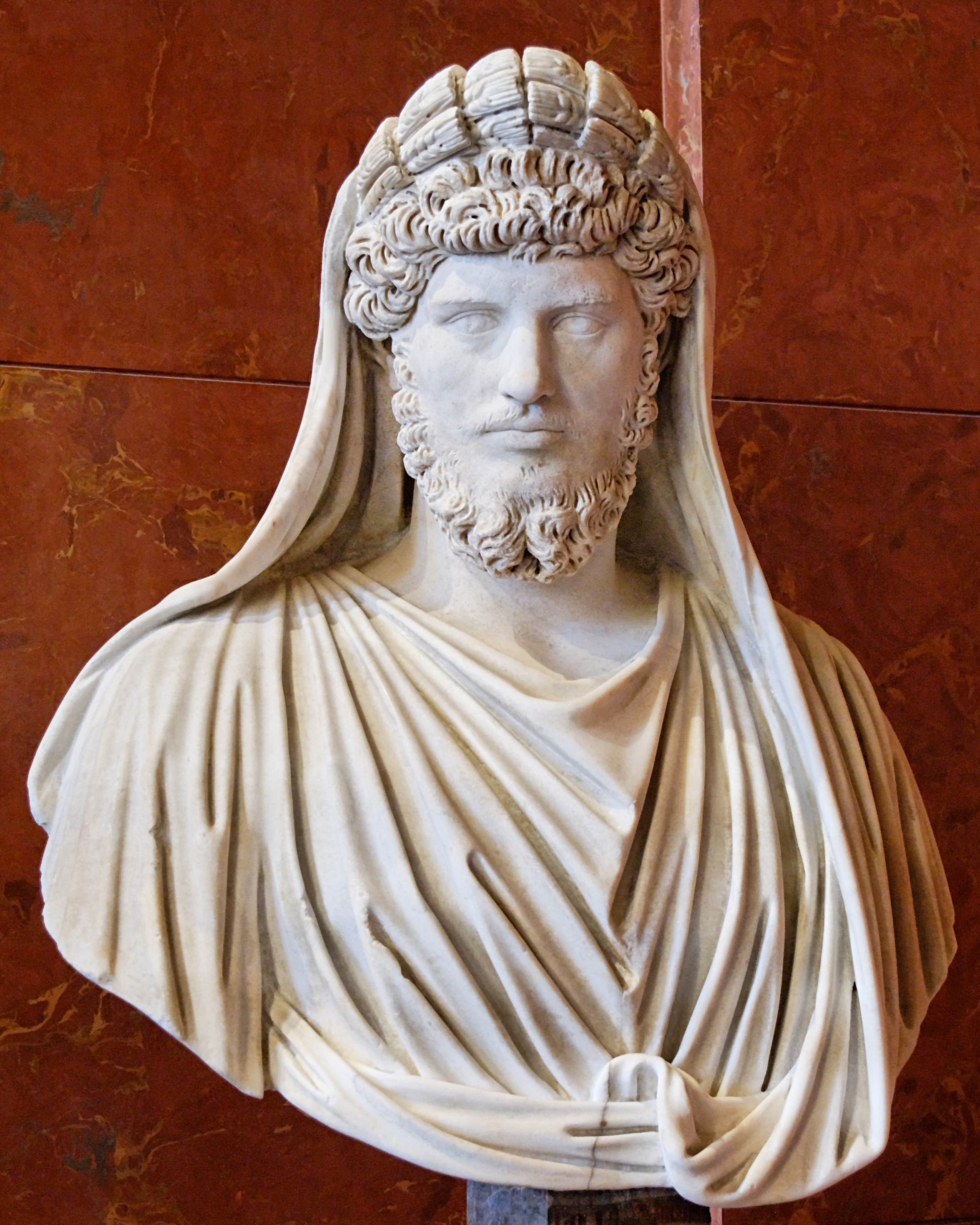
Büste des Kaisers Lucius Verus als Arvalbruder (Louvre, Paris, Inventarnummer Ma 1169)

Die Arvalbrüder (lateinisch fratres arvales) waren ein römisches Zwölferkolleg von Priestern. Ihre Bedeutung ist ursprünglich „Gebrüder des Ackers“ (arvum ‚Feld, Acker‘). Sie waren die Priester der ansonsten unbekannten römischen Göttin Dea Dia, einer Fruchtbarkeitsgöttin. Ihr Versammlungsort war der heilige Hain der Dea Dia an der Via Campana, südöstlich von Rom am rechten Ufer des Tibers.

## Geschichte
Der Kult ist sehr alt und war schon in den Zeiten der römischen Republik kaum mehr verständlich. Ursprünglich sollen die zwölf Priester Söhne der Acca Larentia gewesen sein, die eine Geliebte des Herkules und Gemahlin des Faustulus sowie Amme des Romulus war. Das Kollegium bestand wohl ursprünglich nur aus Patriziern, die sich einen magister (Lehrmeister) zum Sprecher wählten. Neben ihm wirkte der flamen, ein besonders hervorgehobener Priester. Die Mitgliedschaft war lebenslang und wurde durch Kooptation ergänzt.
Nachdem die kultische Vereinigung in den republikanischen Zeiten wahrscheinlich längst nicht mehr existierte und jedenfalls kaum noch von Bedeutung war, wurde sie durch Augustus 27 v. Chr. wiederbelebt. Dies war Teil seines großangelegten ideologischen und politischen Programms, die religiösen und gesellschaftlichen „Sitten der Vorfahren“ (mores maiorum) wiederzubeleben – was nicht zuletzt zum Ziel hatte, sich in der letzten Phase der Römischen Bürgerkriege gegen Marcus Antonius durchzusetzen, der in seiner Politik mit vielen Traditionen brach und daher von Augustus als „unrömisch“ diffamiert wurde. Die überlieferten Riten der Arvalbrüder enthalten Hinweise, dass Augustus und seine Helfer nach alten, in Vergessenheit geratenen Kulten und Kulthandlungen recherchierten und dabei auch Elemente neu zusammenfügten, die in der frührömischen Zeit in ganz andere Kontexte gehört hatten (sogenannte erfundene Tradition). Gleichzeitig wurden die neu zusammengestellten Arvalbrüder bald mit Aufgaben rund um den Kaiserkult betraut. Die Arvalbrüder opferten nun auch an Gedenktagen der Kaiser zu ihrem Wohl. Augustus selbst und sein Freund Marcus Vipsanius Agrippa gehörten zu den ersten Mitgliedern der neu erstandenen Priesterschaft.
Die Arvalbrüder wurden nunmehr vom Kaiser (vor-)ausgewählt und legten ihr Gelübde vor der kaiserlichen Familie ab. Die Mitgliedschaft war nicht mehr auf Patrizier beschränkt. Die Kaiser und einzelne Angehörige ihrer Familie waren Mitglieder des Kollegiums, so zum Beispiel Tiberius Iulius Caesar Nero, genannt Gemellus, der von Caligula später als Konkurrent um den Thron ermordet wurde. Erst mit dem ausgehenden dritten Jahrhundert verlor der Kult wieder an Bedeutung. Das letzte inschriftliche Zeugnis stammt aus dem Jahr 304 und nennt den letzten bekannten Arvalbruder namens Annius Rufus.

## Kulthandlungen
Die Arvalbrüder führten in der Kaiserzeit detailliert Protokoll über ihre Zusammenkünfte und Kulthandlungen und ließen diese Chronik, die sogenannten Arvalakten, auf Steintafeln einmeißeln, die in ihrem heiligen Hain im Heiligtum der Dea Dia an der Via Campana aufgestellt wurden. Diese Inschriften bieten seltene Einblicke in die alltäglichen Abläufe der römischen Staatskulte und teilweise auch in historische Ereignisse, wenn die Arvalbrüder sich beispielsweise anlässlich eines kaiserlichen Sieges versammelten. Zu den Kultbestimmungen, die sich aus den Texten rekonstruieren lassen, gehört beispielsweise die Festlegung, dass Eisen und auf der Töpferscheibe gedrehte Gefäße in dem heiligen Hain verboten waren.
Neben alten Göttern wie der Dea Dia und dem Quellgott Fons wurde der Kapitolinischen Trias geopfert. An einer Stelle der Arvalakten findet sich als Zitat eingeschoben ein an Mars gerichtetes altes Kultlied der Arvalbrüder, das sogenannte Carmen Arvale. Dieses Gebetslied war wohl schon den kaiserzeitlichen Priestern, zu deren Zeit es inschriftlich festgehalten wurde, nicht mehr ganz verständlich. Es beginnt mit den Worten ENOS LASES IUVATE – „Helft uns, Laren“. Der dazugehörige, im Text erwähnte Tanz, der triumpus (Dreischritt), wurde auch im Triumphzug getanzt, der ihm seinen Namen verdankt.